# Sakartvelos Sup'ertasi 2020
Impossibile serializzare i datiImpossibile serializzare i dati
La 20ª edizione della Sakartvelos Sup'ertasi si è svolta il 23 febbraio 2020 allo Stadio Mikheil Meskhi di Tbilisi tra il Dinamo Tbilisi, vincitore della Erovnuli Liga 2019 e il Saburtalo Tbilisi, vincitore della Sakartvelos tasi 2019.
Il Saburtalo Tbilisi si è aggiudicato il trofeo per la prima volta nella sua storia.

## Tabellino
| Arbitro: | Kikacheishvili |

|  |           |                       |
|  | Marcatori | 14’ (rig.) Kokhreidze |